# Vela nos Jogos Olímpicos de Verão de 2012 - Finn
As regatas da classe Finn da vela nos Jogos Olímpicos de Verão de 2012 foram disputadas entre os dias 29 de julho e 5 de agosto na Academia Nacional de Navegação de Weymouth e Portland, na Ilha de Portland.

## Medalhistas
| Ouro   | GBR Ben Ainslie            |
| Prata  | DEN Jonas Høgh-Christensen |
| Bronze | FRA Jonathan Lobert        |

## Resultados
| Pos.              | Atleta                     | Regata | Regata   | Regata | Regata | Regata | Regata | Regata | Regata | Regata | Regata | Regata | Pontos | Pontos |
| Pos.              | Atleta                     | 1      | 2        | 3      | 4      | 5      | 6      | 7      | 8      | 9      | 10     | M      | Tot.   | Net    |
| ----------------- | -------------------------- | ------ | -------- | ------ | ------ | ------ | ------ | ------ | ------ | ------ | ------ | ------ | ------ | ------ |
| Medalha de ouro   | GBR Ben Ainslie            | 2      | 2        | 6      | 12     | 4      | 3      | 1      | 3      | 6      | 1      | 18     | 58     | 46     |
| Medalha de prata  | DEN Jonas Høgh-Christensen | 1      | 1        | 2      | 7      | 1      | 2      | 8      | 4      | 5      | 3      | 20     | 54     | 46     |
| Medalha de bronze | FRA Jonathan Lobert        | 9      | 4        | 4      | 2      | 6      | 7      | 5      | 10     | 3      | 7      | 2      | 59     | 49     |
| 4                 | NED Pieter-Jan Postma      | 5      | 10       | 3      | 4      | 20     | 13     | 2      | 2      | 1      | 2      | 10     | 72     | 52     |
| 5                 | CRO Ivan Kljaković         | 3      | 3        | 7      | 9      | 5      | 6      | 3      | 7      | 4      | 10     | 8      | 65     | 55     |
| 6                 | SLO Vasilij Žbogar         | 8      | 6        | 5      | 3      | 8      | 5      | 9      | 6      | 2      | 6      | 14     | 72     | 63     |
| 7                 | NZL Dan Slater             | 7      | 11       | 1      | 6      | 17     | 11     | 6      | 15     | 8      | 14     | 4      | 100    | 83     |
| 8                 | ESP Rafael Trujillo        | 12     | 12       | 12     | 23     | 7      | 4      | 15     | 1      | 13     | 4      | 6      | 109    | 86     |
| 9                 | SWE Daniel Birgmark        | 17     | 5        | 14     | 1      | 9      | 9      | 10     | 12     | 10     | 8      | 12     | 107    | 90     |
| 10                | FIN Tapio Nirkko           | 11     | 13       | 8      | 5      | 3      | 12     | 4      | 5      | 15     | 17     | 16     | 109    | 92     |
| 11                | EST Deniss Karpak          | 14     | 9        | 11     | 11     | 11     | 1      | 7      | 13     | 11     | 11     | *      | 99     | 85     |
| 12                | USA Zach Railey            | 10     | 15       | 13     | 17     | 2      | 8      | 12     | 8      | 12     | 19     | *      | 116    | 97     |
| 13                | AUS Brendan Casey          | 25 DNF | 7        | 16 DPI | 15     | 10     | 17     | 19     | 9      | 9      | 5      | *      | 131    | 106    |
| 14                | GRE Ioannis Mitakis        | 4      | 21       | 10     | 8      | 25 OCS | 10     | 20     | 19     | 7      | 9      | *      | 133    | 108    |
| 15                | CAN Greg Douglas           | 16     | 23       | 16     | 13     | 12     | 18     | 13     | 17     | 20     | 12     | *      | 160    | 137    |
| 16                | POL Piotr Kula             | 25 DSQ | 16       | 17     | 16     | 13     | 20     | 25 OCS | 11     | 14     | 16     | *      | 173    | 148    |
| 17                | RUS Eduard Skornyakov      | 13     | 8        | 22     | 14     | 19     | 22     | 16     | 16     | 22     | 22     | *      | 175    | 153    |
| 18                | TUR Alican Kaynar          | 18     | 14       | 18     | 18     | 25 DNE | 14     | 11     | 22     | 16     | 20     | *      | 176    | 154    |
| 19                | UKR Oleksiy Borysov        | 21 RDG | 18.6 RDG | 19     | 19     | 15     | 19     | 23     | 14     | 17     | 18     | *      | 183.6  | 160.6  |
| 20                | BRA Jorge Zarif            | 15     | 20       | 15     | 20     | 16     | 24     | 14     | 21     | 19     | 21     | *      | 185    | 161    |
| 21                | CZE Michal Maier           | 19     | 18       | 21     | 10     | 18     | 23     | 18     | 20     | 23     | 15     | *      | 185    | 162    |
| 22                | ITA Filippo Baldassari     | 20     | 22       | 24     | 21     | 14     | 21     | 17     | 18     | 18     | 13     | *      | 188    | 164    |
| 23                | AUT Florian Raudaschl      | 6      | 19       | 23     | 24     | 25 OCS | 15     | 21     | 24     | 24     | 23     | *      | 204    | 179    |
| 24                | CHN Gong Lei               | 25 OCS | 17       | 20     | 22     | 25 OCS | 16     | 23     | 23     | 21     | 24     | *      | 215    | 190    |

Legenda
| Recorde mundial      | Recorde mundial (World record)               |                       | Recorde africano                      | Recorde africano (African) |                                           | Q | Classificado por posição (Qualified) |
| Recorde olímpico     | Recorde olímpico (Olympic record)            | Recorde da América    | Recorde da América (Americas)         | q                          | Classificado por melhor tempo (Qualified) |   |                                      |
| Melhor marca do ano  | Melhor marca do ano (World leading)          | Recorde asiático      | Recorde asiático (Asian)              | DNS                        | Não largou (Did not start)                |   |                                      |
| Recorde nacional     | Recorde nacional (National record)           | Recorde europeu       | Recorde europeu (European)            | DNF                        | Não terminou (Did not finish)             |   |                                      |
| Recorde pessoal      | Recorde pessoal do atleta (Personal best)    | Recorde da Oceania    | Recorde da Oceania (Oceania)          | DSQ / DQ                   | Desclassificado (Disqualified)            |   |                                      |
| Recorde da temporada | Recorde da temporada do atleta (Season best) | Recorde sul-americano | Recorde sul-americano (South America) | NM                         | Sem marca (No mark)                       |   |                                      |

### Vela
| M   | Regata da Medalha da qual só participam os dez primeiros colocados das regatas anteriores  |  |  | CAN | Regata cancelada |
| BFD | Desclassificado por bandeira preta (Black Flag Disqualified)                               |  |  |     |                  |
| UFD | Desclassificado por bandeira "U" (U Flag Disqualified)                                     |  |  |     |                  |
| OCS | Largada queimada (On the Course Side of the starting line)                                 |  |  |     |                  |
| DNE | Desclassificação sem eliminação (infração a um item do regulamento da prova – Did Not End) |  |  |     |                  |